# 李甫姬
李甫姬或李甫姫（韓語：이보희，1959年5月25日—），韓國女演員，其他常見錯譯有李寶姬、李寶熙等。1979年MBC第11期公開招募演員出身，出道初期使用趙秦苑（韓語：조진원）作為藝名。1983年出演李長鎬導演所執導的電影《一松亭的蒼松》正式踏入影壇，之後以《傻瓜宣言》成名。通過演出《兩膝之間》、《於宇同》等電影而成為1980年代具代表性的性感女演員。

## 出演作品

### 電視劇
- 1979年：MBC《安國洞小姐（朝鲜语：안국동 아씨）》
- 1981年：MBC《擁抱（朝鲜语：포옹 (1981년 드라마)）》
- 1982年：MBC《西宮娘娘（朝鲜语：서궁마마）》

#### 1990年代
- 1994年：SBS《火柴盒裡的女人（朝鲜语：성냥갑 속의 여자）》飾演 智英
- 1995年：KBS《西宮（朝鲜语：서궁）》飾演 仁穆大妃
- 1996年：KBS《龍之淚》飾演 善嬪安氏（朝鲜语：선빈 안씨）
- 1997年：MBC《我生存的理由（朝鲜语：내가 사는 이유）》飾演 裴護士
- 1998年：KBS《赤脚青春（朝鲜语：맨발의 청춘 (1998년 드라마)）》飾演 韓秀琳
- 1998年：SBS《羅曼史（朝鲜语：로맨스 (1998년 드라마)）》飾演 李秀珍
- 1998年：KBS《我愛你對不起（朝鲜语：사랑해서 미안해）》
- 1999年：KBS《希望之歌（朝鲜语：우리는 길 잃은 작은 새를 보았다 (드라마)）》飾演 金詠華
- 1999年：KBS《週日Best（朝鲜语：KBS 일요베스트）—出家出家》飾演 在淑
- 1999年：MBC《美麗的選擇（朝鲜语：아름다운 선택）》飾演 恩熙

#### 2000年代
- 2001年：KBS《藍霧（朝鲜语：푸른 안개）》飾演 吳英姬
- 2001年：SBS《女人天下》飾演 慈順大妃
- 2001年：KBS《為什麼女人？（朝鲜语：여자는 왜?）》飾演 李甫姬
- 2001年：SBS《鋼琴（朝鲜语：피아노 (2001년 드라마)）》飾演 李恩心
- 2002年：KBS《總是忐忑不安（朝鲜语：언제나 두근두근）》飾演 張教授
- 2002年：MBC《廚娘（朝鲜语：부엌데기）》飾演 姜玉
- 2002年：KBS《張禧嬪》飾演 張禧嬪的生母尹氏
- 2003年：KBS《媽媽向前衝（朝鲜语：달려라 울엄마）》飾演 李甫姬
- 2004年：KBS《愛情的條件》飾演 羅真德
- 2004年：SBS《嫂嫂19歲》飾演 朴英蘭
- 2004年：SBS《當男人戀愛時（朝鲜语：남자가 사랑할 때 (2004년 드라마)）》飾演 朴華英
- 2005年：SBS《三葉草》飾演 趙允淑
- 2005年：KBS《漂亮寶貝》飾演 趙玉子
- 2005年：KBS《18．29》飾演 任知玉
- 2005年：SBS《老天爺啊！給我愛》飾演 金美香
- 2006年：KBS《首爾1945（朝鲜语：서울 1945）》飾演 崔雨香
- 2006年：MBC《你從哪顆星星來》飾演 安真希
- 2007年：KBS《比天高比地厚》飾演 英民母
- 2007年：KBS《春暖花開的時候》飾演 金富善
- 2007年：KBS《魔王》飾演 呂順玉（海茵母）
- 2007年：MBC《阿峴洞夫人》飾演 史菲娜
- 2007年：KBS《好女人白日紅（朝鲜语：착한여자 백일홍）》飾演 千德熙
- 2008年：OCN《不要追究過去》飾演 許勝日
- 2008年：MBC《我的女人》飾演 河信愛
- 2009年：KBS《回家的路》飾演 吳宣英
- 2009年：MBC《不能停止》飾演 具孝璇
- 2009年：KBS《不像三兄弟》飾演 紀松兒

#### 2010年代
- 2010年：MBC《被稱為神的男子》飾演 韓秀羅
- 2010年：MBC《慾望之火》飾演 車順子
- 2010年：KBS《Drama Special—理由》飾演 金智秀
- 2010年：KBS《笑吧！東海》飾演 桂善玉
- 2011年：KBS《廣開土太王》飾演 高冶
- 2011年：KBS《Drama Special—偶來路的女人》飾演 吳女士
- 2011年：KBS《只有你》飾演 李善英
- 2011年：JTBC《住在清潭洞》飾演 金甫姬
- 2012年：KBS《暴力羅曼史》飾演 楊善熙
- 2012年：KBS《Drama Special—Art》飾演 高貞雅
- 2012年：SBS《我的愛蝴蝶夫人》飾演 裴信慈
- 2013年：KBS《IRIS 2》飾演 俞健母
- 2013年：KBS《王家一家人》飾演 朴薩拉
- 2014年：MBC《全都是泡菜》飾演 池宣英
- 2014年：tvN《不要戀愛要結婚》飾演 勳東母
- 2014年：MBC《狎鷗亭白夜》飾演 徐銀河／白銀河
- 2015年：MBC《偉大的糟糠之妻》飾演 洪琴淑
- 2015年：MBC《明天也勝利》飾演 池英善
- 2016年：SBS《我們的甲順》飾演 南琪子
- 2017年：SBS《甜蜜的冤家》飾演 尹依蘭
- 2017年：MBC《前世的冤家們》飾演 宇陽淑
- 2019年：KBS《為何那樣，奉尚先生》飾演 盧楊心
- 2019年：MBC《全都是孔多利》飾演 趙順子

#### 2020年代
- 2021年：KBS《Okay！光姐妹》飾演 吳奉子
- 2022年：TV朝鮮《紅氣球》飾演 楊班淑
- 2025年：KBS《女王之家》飾演 盧淑子

### 电影

#### 1980年代
- 1983年：《一松亭的蒼松（朝鲜语：일송정 푸른 솔은）》飾演 参謀長
- 1984年：《寡婦舞（朝鲜语：과부춤）》飾演 洪末淑
- 1984年：《傻瓜宣言（朝鲜语：바보 선언）》飾演 慧英
- 1984年：《兩膝之間（朝鲜语：무릎과 무릎 사이）》飾演 慈英
- 1985年：《追憶之光（朝鲜语：추억의 빛）》飾演 素妍
- 1985年：《Agatha（朝鲜语：아가다）》飾演 Agatha
- 1985年：《於宇同》飾演 於宇同
- 1986年：《李长镐的外人球团（朝鲜语：이장호의 외인구단）》飾演 崔嚴智
- 1987年：《月光獵人（朝鲜语：달빛 사냥꾼）》飾演 仁玉
- 1987年：《Y之体验（朝鲜语：Y의 체험）》飾演 X
- 1988年：《哭泣的玫瑰（朝鲜语：접시꽃 당신 (영화)）》飾演 具壽卿
- 1988年：《浪人途中不休息（朝鲜语：나그네는 길에서도 쉬지 않는다 (영화)）》飾演 崔女士
- 1988年：《甘同（朝鲜语：깜동 (영화)）》飾演 甘同
- 1988年：《美国，美国（朝鲜语：아메리카 아메리카 (1988년 영화)）》飾演 Susan

#### 1990年代
- 1994年：《玫瑰的日子（朝鲜语：장미의 나날）》飾演 智賢
- 1994年：《49天的男人（朝鲜语：49일의 남자）》飾演 河英
- 1998年：《上等人生（朝鲜语：A+삶）》

#### 2010年代
- 2010年：《食客2：泡菜戰爭（朝鲜语：식객: 김치전쟁）》飾演 秀香
- 2017年：《通往兒子的心路（朝鲜语：아들에게 가는 길）》飾演 娘家母親

## 获奖
| 年份   | 大獎                      | 獎項                      | 作品             |
| ------ | ------------------------- | ------------------------- | ---------------- |
| 1983年 | 第22届大鐘獎              | 特别奖 新人部門           | 《一松亭的苍松》 |
| 1984年 | 第20届百想藝術大賞        | 電影部門 新人演技獎       | 《傻瓜宣言》     |
| 1984年 | 第4届韩国电影评论家协会奖 | 新人奖                    | 《傻瓜宣言》     |
| 1986年 | 第22届百想藝術大賞        | 電影部門 女子最優秀演技獎 | 《於宇同》       |
| 1988年 | 第24届百想藝術大賞        | 電影部門 女子最優秀演技獎 | 《哭泣的玫瑰》   |
| 1988年 | 第8届韓國電影評論家協會獎 | 女子演技獎                | 《哭泣的玫瑰》   |
| 2010年 | KBS演技大賞               | 女配角獎                  | 《不像三兄弟》   |
| 2015年 | MBC演技大賞               | 連續劇部門 最佳女配角獎   | 《狎鷗亭白夜》   |

## 腳註
1. ↑  장우영. . OSEN. 2025-03-05  [2025-03-28].
2. ↑  . 東亞日報. 1982-08-27  [2021-03-03]. （原始内容存档于2021-07-09）.
3. ↑  . 每日經濟. 1985-10-26  [2021-03-03]. （原始内容存档于2021-07-09）.
4. ↑  . 朝鮮日報. 1983-07-25  [2021-07-24]. （原始内容存档于2021-07-24）.

## 外部連結
- 李甫姬在NAVER上的资料
- 李甫姬在Daum上的资料
- 李甫姬在韩国电影数据库（KMDb）上的資料（韓語）